# Эклиметр

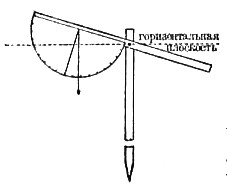
Простейший эклиметр
(рисунок из «БСЭ»)

Эклиметр (от греч. ekklíno — отклоняю и «метр») — простейший геодезический инструмент, служащий для измерения углов наклона местности с точностью до десятых долей градуса. Портативный геодезический прибор для измерения углов наклона на местности.

## Конструкция
Эклиметр состоит из круглой коробки, к которой наглухо прикреплена визирная трубка с диоптрами, а внутри помещено вращающееся колёсико, на ободке которого нанесены градусные деления, подписанные через каждые 10°. В нерабочем состоянии колёсико прижимается к коробке пружиной, а будучи освобождённым путём нажатия стопорной кнопки, занимает под действием силы тяжести одно и то же положение относительно горизонтальной плоскости. Если прибор выверен, то при горизонтальном положении визирной линии, соединяющий глазной и предметный диоптры, отсчёт по колёсику должен быть равен нулю, а при наклоне визирной трубки отсчёт будет равен углу наклона. Знаки «+» и «-» на ободке колёсика указывают углы повышения и понижения визирной линии.

## Измерения
Измерения эклиметром проводятся с руки. При визировании нажимается стопорная кнопка. Отсчёт производится одновременно с визированием, после того как колёсико успокоится.
Точность определения углов наклона при помощи эклиметра обычно не превышает 0,2°. При необходимости возможно получить более точные результаты, а также при выверке прибора угол наклона линии измеряют на обоих её концах и вычисляют по следующим формулам с учётом знаков отсчётов:
{\displaystyle \alpha =(a-b)/2;x=(a+b)/5}
где α — угол наклона линии; a и b — отсчёты при измерениях соответственно на начальной и конечной точках линий; x — «место нуля», то есть угол, образуемый нулевым радиусом колёсика с плоскостью горизонта при горизонтальном положении визирной линии.
Исправление места нуля производится путём передвижения юстировочной пластинки, прикреплённой к нижнему сектору колёсика.